# Captain Kidd, Jr.
Captain Kidd, Jr. é um filme de comédia mudo produzido e estrelado por Mary Pickford, dirigido por William Desmond Taylor. É o último filme lançado para distribuição pela Paramount Pictures antes de ir para a First National. O filme foi baseado na peça Captain Kidd Junior de Rida Johnson Young. O roteiro foi escrito por Frances Marion. É agora considerado um filme perdido.

## Elenco
- Mary Pickford - Mary MacTavish
- Douglas MacLean - Jim Gleason
- Spottiswoode Aitken - Angus MacTavish
- Robert Gordon - Willie Carleton
- Winter Hall - John Brent
- Marcia Manon- Marion Fisher
- Victor Potel - Sam
- Vin Moore - Luella Butterfield
- Clarence Geldart - David Grayson
- William Hutchinson - Lemuel Butterfield